# 고데하르트 기제
고데하르트 기제(독일어: Godehard Giese, 1972년 10월 20일 ~ )는 독일의 배우이다. 크리스티안 페촐트 감독의 영화 《트랜짓》에 출연했다.

## 작품 목록
- 책도둑(2013)
- 더 큐어(2016)
- 트랜짓(2018)